# British Home Championship 1950/51
De British Home Championship van 1950/51 was de 56e editie van de British Home Championship. Het toernooi werd gehouden van 7 oktober 1950 tot en met 14 april 1951. Schotland werd kampioen.

## Eindstand
| Team          | Gsp | W | G | V | DV | DT | DS | Ptn |
| ------------- | --- | - | - | - | -- | -- | -- | --- |
| Schotland     | 3   | 3 | 0 | 0 | 12 | 4  | +8 | 6   |
| Engeland      | 3   | 2 | 0 | 1 | 10 | 6  | +4 | 4   |
| Wales         | 3   | 1 | 0 | 2 | 5  | 8  | –3 | 2   |
| Noord-Ierland | 3   | 0 | 0 | 3 | 3  | 12 | –9 | 0   |

## Wedstrijden
|                                                     |                    |       |                                                      |                                                                                  |
| 7 oktober 1950 «onderlinge duels» 15:00 uur (UTC+1) | Noord-Ierland      | 1 – 4 | Engeland                                             | Windsor Park, Belfast Toeschouwers: 46.000 Scheidsrechter: George Mitchell (SCO) |
| 7 oktober 1950 «onderlinge duels» 15:00 uur (UTC+1) | Eddie McMorran 74' |       | 43', 86' Eddie Baily 64' Jackie Lee 85' Billy Wright | Windsor Park, Belfast Toeschouwers: 46.000 Scheidsrechter: George Mitchell (SCO) |

|                                                      |                   |       |                                          |                                                                              |
| 21 oktober 1950 «onderlinge duels» 15:00 uur (UTC+1) | Wales             | 1 – 3 | Schotland                                | Ninian Park, Cardiff Toeschouwers: 60.000 Scheidsrechter: Arthur Ellis (ENG) |
| 21 oktober 1950 «onderlinge duels» 15:00 uur (UTC+1) | Aubrey Powell 68' |       | 23', 57' Lawrie Reilly 72' Billy Liddell | Ninian Park, Cardiff Toeschouwers: 60.000 Scheidsrechter: Arthur Ellis (ENG) |

|                                                    |                                                      |       |                   |                                                                                   |
| 1 november 1950 «onderlinge duels» 14:45 uur (UTC) | Schotland                                            | 6 – 1 | Noord-Ierland     | Hampden Park, Glasgow Toeschouwers: 83.142 Scheidsrechter: Mervyn Griffiths (WAL) |
| 1 november 1950 «onderlinge duels» 14:45 uur (UTC) | John McPhail 10', 14' Billy Steel 53', 57', 66', 79' |       | 43' Kevin McGarry | Hampden Park, Glasgow Toeschouwers: 83.142 Scheidsrechter: Mervyn Griffiths (WAL) |

|                                                     |                                                          |       |                      |                                                                              |
| 15 november 1950 «onderlinge duels» 14:30 uur (UTC) | Engeland                                                 | 4 – 2 | Wales                | Roker Park, Sunderland Toeschouwers: 59.137 Scheidsrechter: Jack Mowat (SCO) |
| 15 november 1950 «onderlinge duels» 14:30 uur (UTC) | Eddie Baily 31', 40' Wilf Mannion 66' Jackie Milburn 90' |       | 48', 71' Trevor Ford | Roker Park, Sunderland Toeschouwers: 59.137 Scheidsrechter: Jack Mowat (SCO) |

|                                                 |                   |       |                    |                                                                                 |
| 7 maart 1951 «onderlinge duels» 15:00 uur (UTC) | Noord-Ierland     | 1 – 2 | Wales              | Windsor Park, Belfast Toeschouwers: 12.000 Scheidsrechter: Cliff Fletcher (ENG) |
| 7 maart 1951 «onderlinge duels» 15:00 uur (UTC) | Billy Simpson 52' |       | 8', 86' Roy Clarke | Windsor Park, Belfast Toeschouwers: 12.000 Scheidsrechter: Cliff Fletcher (ENG) |

|                                                  |                                   |       |                                                         |                                                                                    |
| 14 april 1951 «onderlinge duels» 15:00 uur (UTC) | Engeland                          | 2 – 3 | Schotland                                               | Wembley Stadium, Londen Toeschouwers: 98.750 Scheidsrechter: George Mitchell (SCO) |
| 14 april 1951 «onderlinge duels» 15:00 uur (UTC) | Harold Hassall 26' Tom Finney 63' |       | 33' Bobby Johnstone 47' Lawrie Reilly 53' Billy Liddell | Wembley Stadium, Londen Toeschouwers: 98.750 Scheidsrechter: George Mitchell (SCO) |